# مونتيل فانتيفيوس بورتر
ألفين بورك، الابن. (بالإنجليزية: Alvin Burke, Jr.)‏ (ولد في 28 أكتوبر 1973)، معروف أيضاً باسم حسن حامن أسد, هو مصارع أمريكي محترف، يعمل حالياً لدى اتحاد دبليو دبليو اي تحت اسمه في المصارعة مونتيل فانتيفيوس بورتر (بالإنجليزية: Montel Vontavious Porter)‏، أو ام في بي (بالإنجليزية: MVP)‏.

## وصلات خارجية
- مونتيل فانتيفيوس بورتر على موقع IMDb (الإنجليزية)
- مونتيل فانتيفيوس بورتر على موقع قاعدة بيانات الفيلم (الإنجليزية)
- مونتيل فانتيفيوس بورتر على موقع دبليو دبليو إي (الإنجليزية)
- مونتيل فانتيفيوس بورتر على موقع WrestlingData.com (الإنجليزية)
- مونتيل فانتيفيوس بورتر على موقع CageMatch worker (الإنجليزية)
- مونتيل فانتيفيوس بورتر على موقع قاعدة بيانات المصارعة على الإنترنت (الإنجليزية)
- مونتيل فانتيفيوس بورتر على موقع عالم المصارعة على الإنترنت (الإنجليزية)
- مونتيل فانتيفيوس بورتر على موقع عالم المصارعة على الإنترنت (الإنجليزية)

- WWE profile

الاسم في WWE ام في بي هو مصارع محترف عندما دخل المصارعة كان في قسم السماك وبعد ثلاث شهور أخذ حزام الولايات المتحدة وبعد شهرين من احتفاظة لحزام الولايات المتحدة اتت مباراة ضد كين واخذ كين الحزام وابتعد ام في بى عن المصارعة لفترة ومن ثم رجع إلى المصارعة إلى قسم الرو وكان حزام الولايات المتحدة مع كوفي كيغستون واتت مباراة ام في بي ضد كوفي وفاز ام في بي ومن ثم خسر الحزام ضد ميز ورجع سماك داون وام في بي تحدا دولف زيجلر في سماك داون وفاز ام في بي وانتهى عقد ام في بي في المصارعة وهو الآن يحاول أن يجدد عقد جديد في المصارعة يذكر انه من مشجعي مانشستر يونايتد ومعجب بايريك كانتونا

## الحركات القاضية
- PlayMaker
- Player's Elbow
- Play Of The Day